# Maulévrier
Maulévrier este o comună în departamentul Maine-et-Loire, Franța. În 2009 avea o populație de 3,072 de locuitori.

## Personalități născute aici
- Jean-Marc Ayrault (n. 1950), politician, fost premier.